# حيرام إم. تشيتندن
حيرام إم. تشيتندن (بالإنجليزية: Hiram M. Chittenden)‏ هو مؤرخ ومهندس أمريكي، ولد في 25 أكتوبر 1858 في نيويوك في الولايات المتحدة، وتوفي في 9 أكتوبر 1917 في سياتل في الولايات المتحدة.